# Győző Burcsa
Dans le nom hongrois Burcsa Győző, le nom de famille précède le prénom, mais cet article utilise l’ordre habituel en français Győző Burcsa, où le prénom précède le nom.
Győző Burcsa est un footballeur hongrois né le 13 mars 1954 à Kaposvár (Hongrie). Il évoluait au poste de milieu de terrain.
Après avoir joué au Videoton SC, il rejoint l'AJ Auxerre. Il y joue pendant deux saisons de 1985 à 1987. Il quitte alors les bords de l'Yonne pour rejoindre Melun où il termine sa carrière.
International hongrois, il participe à la Coupe du monde de football 1986 où son équipe est éliminée au premier tour. Il dispute deux matchs au cours de ce mondial : Hongrie-Canada et URSS-Hongrie.

## Carrière
- 1973-1976 : Kaposvári Rákóczi FC
- 1976-1981 : Videoton SC
- 1981-1984 : Rába ETO Győr
- 1984-1985 : Videoton SC
- 1985-1987 : AJ Auxerre
- 1987-1988 : Melun

## Source
- Marc Barreaud, Dictionnaire des footballeurs étrangers du championnat professionnel français (1932-1997), l'Harmattan, 1997, page 161.